# Slaget vid Sokolki
Slaget vid Sokolki ägde rum den 23 april 1709 nära byn Sokolki i Lillryssland under det stora nordiska kriget. Den svenska armén på närmare 6 000 ryttare under befäl av Carl Kruse anföll en rysk styrka på cirka 7 000 man under Karl Evald von Rönne. De ryska trupperna förlorade 1400 man, men lyckades komma undan. Striden var en av de möten strax innan det avgörande slaget vid Poltava.